# Rafael Solaz Albert
Rafael Solaz Albert  (Valencia, 1950) es un investigador, bibliófilo y documentalista español.Es Hijo Predilecto de Valencia desde octubre de 2023.
A los once años compra su primer libro en una librería de lance. Desde entonces se inicia su gran pasión: la bibliofilia, llegando a formar una biblioteca de más de once mil volúmenes, además de diferente documentación y archivo gráfico. Fue presidente, y actualmente vocal, de la Societat Bibliogràfica Valenciana Jerònima Galés y es Senador Honorario del Museo de la Imprenta de Valencia. Perteneció también a l'Associació d'Estudis Fallers.
Relacionado con ambientes humanistas estudia dibujo y pintura en la Escuela de Artes y Oficios de Valencia, teniendo como profesor a Genaro Lahuerta y realizando varias exposiciones entre las décadas de 1970-1990. Fruto de su afición a los libros comienza a escribir artículos como colaborador en periódicos y revistas hasta que en el año 2001 decide publicar su primer libro. Es autor del proyecto y dirección del “Museo del Silencio”, una serie de visitas por el Cementerio General de Valencia que muestran el sentido artístico, histórico y biográfico que el camposanto contiene, iniciativa que forma parte de las Rutas de Cementerios Europeos.
Sus últimos galardones y reconocimientos: en 2010 fue elegido, por parte del Ayuntamiento de Valencia, hijo ilustre del distrito de Trànsits. Ese mismo año recibe el premio “Onda Cero” por su labor cultural. En 2011 es seleccionado para la exposición de fotografías de Míkel Ponce “47 personajes destacados de la sociedad valenciana” (Generalidad Valenciana, Centre del Carme de València). En 2012 la entidad “Archival-Asociación Recuperación Centros Históricos de España" lo elige persona distinguida por su aportación cultural.

## Obras
- 2001:
  - Pulverizadores Geno. Historia de una empresa centenaria valenciana. (Ed. Privada)
  - Breve historia de la calle de San Fernando. (Ed. Librería Anticuaria) DL: V-42492001
- 2002: 
  - Guía de las guías de Valencia (Ajuntament de València) ISBN 84-8484-053-0
- 2004:
  - La Valencia prohibida (Pentagraf Editorial) ISBN 84-609-3320-2
- 2005: 
  - Valencia ciudad de postal (Ajuntament de València) ISBN 84-8484-148-0[4]
- 2006:
  - El Marítim (Ajuntament de València) ISBN 84-8484-188-X
  - Pero… ¿existe el diablo? (Pentagraf Editorial) ISBN 84-934617-3-3
- 2007: 
  - 156 años de historia de la falla de la plaça Santa Creu. (Ed. Falla Plaça de Santa Creu) DL: V-1048-2007
- 2008:
  - Fiestas y costumbres de la ciudad de Valencia (Ceremonial Ediciones) ISBN 978-84-933248-6-5
  - Museo del Silencio. Guía del Cementerio General de Valencia. (Ajuntament de València) DL: V-4538-2008
- 2009:
  - Museu del Silenci. Visita al Cementeri General de València. (Ajuntament de València) DL :V-2014-2009
  - La Exposición Regional Valenciana de 1909 (Ajuntament de València) ISBN 978-84-8484-282-8
  - Leer la cartilla. De la Urbanidad a la Educación para la Ciudadanía. (Carena Editors) ISBN 978-84-96419-89-6
  - Valencia ciudad de postal. 2ª edición. (Rom Editors). ISBN 978-84-936786-4-7
  - Instrucción metódica sobre los mueres. Joaquín Manuel Fos. (Ceremonial Ediciones) ISBN 978-84-933248-7-2
- 2010: 
  - La Valencia del “Más Allá”. (Carena Editors) ISBN 978-84-96419-97-1
- 2011:
  - Usos y costumbres de Valencia. Dietario de Pablo Carsí. (Societat Bibliogràfica Valenciana) ISBN 978-84-615-0771-9
  - 50 joyas bibliográficas. Catálogo Exposición de libros del Ateneo Mercantil de Valencia. DL V-2741-2011
  - Valencia (1800-1873) Dietario de Pablo Carsí y Gil (Carena Editors) ISBN 978-84-92932-42-9
- 2012:
  - Càntics d’amor. Valencia en el recuerdo. Fotografías antiguas de su colección. (Falla Maximiliano Thous-Bilbao) ISBN 978-84-615-7181-9
  - El Carme. Crónica social y urbana de un barrio histórico. (Ajuntament-Consorci Museus) ISBN 978-84-940437-0-3
- 2014:
  - Associació de Sant Vicent Ferrer Altar del Carme. DL V-1038-2014 (ROM Editors).
  - La Valencia rescatada. ISBN 978-84-942691-0 (ROM Editors).
  - El Parque de Marxalenes. ISBN 84-942691-2-7 (ROM Editors).
  - Figues i naps: imatge, erotisme i pornografia en la literatura popular valenciana. ISBN 978-84-942691-0-3 (ROM Editors)[5]
- 2015:
  - Falles de cartó. Ed. Ajuntament de València. ISBN 978-84-9089-011-0
  - "18 vidas, 18 silencios". Cortometraje sobre el Museo del Silencio. Cementerio General de Valencia
  - Almanacs de La Traca 1915-1918. ISBN 978-84-943563-3-9 (Alenar Llibres)
  - 1900 Valencia en imágenes (Reedición "Valencia ciudad de postal"). Rom Editors. ISBN 978-84-942691-8-9
  - Valencia al mar (reedición de "El Marìtim"). Rom Editors. ISBN 978-84-942691-7-2
- 2016:
  - Oficios y costumbres valencianas. 1900-1970. (Ed. L’Oronella). ISBN 978-84-943192-5-9
  - Valencia canalla. (Editorial Samaruc). ISBN 978-84-16772-00-1
  - El sermó de les cadiretes. Vida y obra de José Serred y Mestre. (Ceremonial Ediciones) ISBN 978-84-943890-5-4
- 2017:
  - Vicente Blasco Ibáñez. 150 Aniversario de su nacimiento. Rom Editors. ISBN 978-84-946618-0-8
  - València en el siglo XIX. Samaruc Editorial. ISBN 978-84-946618-5-3
- 2018:
  - La dona valenciana. Rom Editors. ISBN 978-84-946618-0-8
  - Nicho 1501. Teatro, amor y muerte. Rom Editors. ISBN 978-84-946618-7-7

- 2019
  - Museo del Silencio. Editorial Samaruc. ISBN 978-84-16772-37-7
  - Seducción de una novicia. Edición privada.ISBN 978-84-09-12614-9

- 2023
  - Jugant a Impressors. L'univers de les impremtetes infantils. Pentagraf editors. DL.: V-1438-2023.

- 2025
  - Edición facsímil (Primera Edición Biblioteca Fauno) de Alfred de Musset. Gamiani. Edición y estudio introductorio de Rafael Solaz. Edición privada. ISBN: 979-13-87727-00-0
  - Teresita. El panteón de la familia Belloch-Berbís y la cinematografía en València. Edición privada. ISBN: 979-13-87727-01-7

### Obras colectivas
- 2003: 
  - San Vicente Ferrer, la palabra escrita. Ajuntament de València. Pág. 21-47. ISBN 84-8484-098-0
- 2005: 
  - El Barri del Carme, anys cinquantes. Falla de Na Jordana. Pàg. 67-117. Dipòsit legal: V-744-2005
- 2006: 
  - Antologia de l’Almanac de La Traca. Editorial Carceller, la maleïda. Falla de Na Jordana. Pàg. 5-10
- 2007:
  - Valencia 1931-1939. Guía Urbana. Universitat de València. Pàg. 298-299. ISBN 978-84-370-6964-7
  - Valencia capital cultural de la República. Consell Valencià de Cultura. Pàg. 695-715. ISBN 978-84-482-4841-3
- 2009:
  - De cullera al cel. Catàleg de l’exposició Joan Olivert. Ajuntament de Cullera. Pàg. 3-32.
  - Luis Cases. La barriada de l’Omet de Picassent. (Introducción). Depósito legal: V-2736-2009
  - Emilio Nadal. Levante, los orígenes. Centenario del Levante U.D. (Introducción). Carena Editors. Pág. 21-62.
  - Na Jordana: 125 anys de falles a València. Falla de Na Jordana. ISBN 978-84-692-0049-0
  - Valencia 1909-2009. Himno Regional. Ajuntament de València. Pág. 21-25. Depòsit legal: V-1987-2009
- 2010:
  - José A. Garzón. Luces sobre el ingenio. El pionero libro llamado Marro de Punta, de Juan Timoneda. Prólogo. Centro Francisco Tomás y Valiente. Uned ISBN 978-84-92885-00-8
  - Valencia, fiestas de la ciudad. Ajuntament de València. ISBN 978-84-8484-329-0
- 2012:
  - La Biblia en imágenes. Societat Bibliogràfica Jerònima Galés. Introducción. Depósito legal: V-1862-2012
- 2013:
  - El Corpus de la ciudad de Valencia. Romeu. Adaptación de textos. ISBN 978-84-938348-4-5
  - Obres festives del pare Mulet. Rom Editors. Introducción. ISBN 978-84-940820-1-6
  - Julio Cob. Rincones de Valencia Carena Editors Prólogo. ISBN 978-84-92932-78-8
- 2014:
  - Manuel del Álamo y Albert Pitarch Navarro. Cuatro paseos por la ciudad de Valencia. Carena. Prólogo. ISBN 978-84-92932-90-0
  - Pasiones bibliográficas. Vint anys de la societat bibliogràfica valenciana Jerònima Galés.  Societat Bibliogràfica Valenciana Jerònima Galés. ISBN 978-84-943251-9-9
- 2015:
  - La Festa de la Modernitat (Fira de Juliol). Ajuntament de València. ISBN 978-84-0089-017-2
  - José Antonio Garzón. El Ajedrez del Virrey. Alenar Editors (Diseño de la pieza y dibujos interiores). ISBN 978-84-943563-2-2
- 2021:
  - Juan Barba y Rafael Solaz. La Margot. Un paseo por el transformismo valenciano. Samaruc. València. 2021. ISBN 978-84-16772-56-8

## Comisariados
- 2009: Exposición "De Cullera al cel. Exposició sobre l’aviació". Joan Olivert. Ajuntament de Cullera.
- 2011: Exposición "50 joyas bibliográficas". Biblioteca del Ateneo Mercantil de Valencia.
- 2012: Exposición “Escultores del Silencio”. Cementeri General de València.

- 2015: Exposición "Falles de Cartó". Ajuntament de València.

- 2017: Exposición "Vicente Blasco Ibáñez. 150 Aniversario de su nacimiento".
- 2018: Exposición de fotografía "La dona Valenciana". El Corte Inglés. Valencia.
- 2019: Exposición "111 Carteles del Cine Español". Nuevo Centro. Valencia.
- 2019: Exposición "Un passeig per la ciutat de València a través de les seues guies. 1738-1898". Palau de Cervelló. València.
- 2021: Exposición "La Margot. Trans [formarse] en llibertat". MuVIM (Museu Valencià de la I·lustració i de la Modernitat). València

## Otros
- 2023: Prestador para la Exposición "Mort i Dol. La Col·lecció Fotogràfica Rafael Solaz". Sala de Exposiciones de la Facultat de Medicina i Odontologia de la Universitat de València.
- 2025: Prestador para la Exposición "La cultura sicalíptica durant l'Edat de Plata valenciana. L'Infern de Rafael Solaz". Sala Oberta, Centre Cultural La Nau, Universitat de València.
- 2025: Prestador para la Exposición / Instalación artística "Dins i Fora. Paraules preses a la València de postguerra. Col·lecció Rafael Solaz". Sala Estudi General, Centre Cultural La Nau, Universitat de València.